# Unione montana Valle del Boite
L'unione montana Valle del Boite è un'unione montana (ex comunità montana) della provincia di Belluno.
Comprende cinque comuni localizzati lungo la media e bassa valle del Boite:
- Borca di Cadore (sede)
- Cibiana di Cadore
- San Vito di Cadore
- Valle di Cadore
- Vodo di Cadore

In seguito alle recenti riforme in materia di comunità montane, il comprensorio ha visto il recesso del comune di Cortina d'Ampezzo e l'ingresso di Valle di Cadore dalla ex comunità montana Centro Cadore.